# REC (Film)
REC (grafisch: [●REC]) ist ein spanischer Horrorfilm aus dem Jahr 2007. Regie führten Jaume Balagueró und Paco Plaza. Die Hauptrolle spielte Manuela Velasco.

## Handlung
Ein zweiköpfiges Reporterteam, bestehend aus Moderatorin Ángela Vidal und Kameramann Pablo, durch dessen Kameralinse sich der Film erschließt, verbringt zwecks der Produktion einer Folge der Fernsehdokumentation „Während Sie schlafen“ eine Nacht auf einer Feuerwache in der spanischen Großstadt Barcelona. Als das Feuerwehrteam zu einem Rettungseinsatz in die Innenstadt gerufen wird, wird es von Ángela und Pablo begleitet. In einem Mehrfamilienhaus wurden laute Schreie einer Frau gehört. Als das Feuerwehrteam dort eintrifft, findet es eine blutüberströmte alte Frau vor, die einen der ebenfalls anwesenden Polizeibeamten attackiert und mit einem Biss in den Hals stark blutend verletzt. Als der zweite Polizeibeamte sowie ein Feuerwehrmann ihren verletzten Kollegen aus dem Gebäude bringen wollen, werden sie in der Eingangshalle von den anderen Bewohnern des Hauses davon unterrichtet, dass die spanische Gesundheitsbehörde das gesamte Wohnhaus inzwischen komplett durch Polizei und Militär hat abriegeln lassen und jedem untersagt, das Haus zu verlassen oder zu betreten. Während der Polizist und der Feuerwehrmann Manu versuchen, die Anwohner zu beruhigen, stürzt auf einmal der bei der kranken Frau verbliebene Feuerwehrmann durch das Treppenhaus hinab in die Halle. Panik bricht aus. Der Polizist, Manu und das Reporterteam Ángela und Pablo gehen zurück in das zweite Stockwerk, wo sie von der aggressiv-verstörten alten Frau attackiert werden, die schließlich durch den Polizisten in Notwehr erschossen wird. Da sie trotz der Verletzten das Haus nicht verlassen dürfen, beginnen Ángela und Pablo, die Bewohner des Hauses nacheinander zu interviewen. Ein kleines Mädchen namens Jennifer erzählt dabei von ihrem Hund Max, der einen Tag zuvor wegen einer Krankheit zum Tierarzt musste, und dass sie selbst unter einer Angina leide und dringend Medizin brauche. Die Verletzten werden unterdessen in einem Nebenzimmer so gut wie möglich behandelt.
Als ein Beamter der Gesundheitsbehörde in Schutzkleidung das Gebäude betritt, um die Verletzten zu verarzten und von allen Anwesenden Blutproben zur weiteren Untersuchung zu entnehmen, beginnt die Situation zu eskalieren. Die beiden verwundeten Beamten im Nebenzimmer verwandeln sich plötzlich in aggressive, blutrünstige Wesen und attackieren die Umstehenden. Da sie zunächst noch mit Handschellen angekettet sind, flüchten sich die Anwesenden aus dem Zimmer zurück in die Eingangshalle, müssen jedoch einen vermeintlich gebissenen Hausbewohner zurücklassen. In der Eingangshalle erklärt ihnen der Beamte, dass es sich um eine Infektion handelt, die Menschen höchst aggressiv werden lässt und bei Bissen durch Speichel übertragen wird. Die Dauer der Inkubationszeit hängt dabei von der jeweiligen Blutgruppe ab. Der Experte erklärt zudem, dass einen Tag zuvor ein Hund in eine Tierklinik gebracht wurde, wo eine unbekannte Infektion ihn zu einem wilden und aggressiven Tier werden ließ, das alle anderen Tiere in der Klinik angriff. Der Hund musste betäubt und schließlich eingeschläfert werden, konnte aber über einen Chip im Ohr zum besagten Wohnhaus zurückverfolgt werden, woraufhin die Gesundheitsbehörde es unter Quarantäne stellte.
In dem Moment, in dem die Hausbewohner erkennen, dass es sich um Jennifers Hund Max handelt, spuckt das Mädchen ihrer Mutter blutigen Auswurf ins Gesicht und rennt in das zweite Stockwerk. Aus Sicherheitsgründen wird die Mutter daraufhin mit Handschellen an die Treppe gekettet und der noch verbleibende Polizist, Feuerwehrmann Manu und Kameramann Pablo folgen Jennifer nach oben. In der Wohnung der alten Frau müssen sie feststellen, dass ihre Leiche verschwunden ist. Als der Polizist auf Jennifer trifft, versucht er zunächst noch, beruhigend auf sie einzureden, wird jedoch von ihr gebissen. Manu und Pablo laufen daraufhin zurück in die Eingangshalle, wo die zuvor noch im Nebenzimmer eingesperrten Infizierten dabei sind, ein Rolltor aufzubrechen und kurz davor stehen, in die Eingangshalle des Wohnhauses einzudringen, wo Jennifers Mutter angekettet ist. Da der von Jennifer attackierte Polizist die Schlüssel für die Handschellen hatte, mit denen Jennifers Mutter an die Treppe angebunden ist, müssen sie diese auf ihrer Flucht nach oben zurücklassen. Ángela, Pablo, Manu und ein Bewohner des Hauses fliehen in eine der Wohnungen, während die Mutter in der Eingangshalle zurückbleibt und von den Infizierten angegriffen wird. Nach und nach wurden alle Bewohner des Mietshauses gebissen und infiziert. In der Wohnung offenbart der Beamte, dass er ebenfalls verletzt und damit infiziert worden ist. Er schließt sich selbst im Badezimmer ein, um niemanden zu gefährden. Währenddessen erzählt der letzte Hausbewohner, in dessen Wohnung alle geflüchtet sind, dass es einen Schlüssel zu einem Ausgang im Keller des Gebäudes gibt, welcher wohl der Gesundheitsbehörde nicht bekannt und daher auch nicht abgeriegelt und versperrt sein dürfte. Der Schlüssel zu diesem Ausgang befindet sich jedoch in einer der Wohnungen. Plötzlich bricht der Beamte aus dem Badezimmer aus und verletzt den letzten Bewohner des Hauses, so dass Ángela, Pablo und Manu wieder fliehen müssen. Zwar finden sie den Schlüssel, doch werden sie im Treppenhaus von den anderen Infizierten angegriffen, wobei Manu verletzt wird. Ángela und Pablo sind nun auf sich alleine gestellt. Ihnen wird der Weg in Richtung Keller von den Infizierten abgeschnitten, so dass ihnen nur die Flucht in die oberen Stockwerke bleibt.
Die beiden flüchten in die letzte verbleibende und vermeintlich leer stehende Wohnung unter dem Dach. Unterdessen fällt der Strom aus, so dass sie im Dunklen sind. Um dennoch sehen zu können, schaltet Pablo das Licht an der Kamera ein. In der Wohnung entdecken sie verstreute Zeitungsartikel, schriftliche Aufzeichnungen, medizinische Unterlagen sowie eine Tonbandaufnahme, aus denen hervorgeht, dass in der verlassenen Wohnung ein Mitarbeiter des Vatikans lebte, der mit der Forschung nach einem Virus beauftragt war, das als biologische Ursache vermeintlicher Besessenheit verdächtigt wurde. Dieses Virus wurde bei einem jungen portugiesischen Mädchen entdeckt, das vom Mitarbeiter des Vatikans entführt und in die Wohnung gebracht wurde, um dort Experimente an ihr durchzuführen, einen Impfstoff zu entwickeln und es zu heilen. Das Virus mutierte jedoch und wurde ansteckend, weshalb der Geistliche fliehen musste. Das Mädchen aber ließ er auf dem Dachboden zurück, wo es sich noch immer befindet. Als sich dann eine Luke zum Dachboden unvermittelt öffnet, versucht Pablo mit der Kamera vorsichtig in den Dachboden hinein zu leuchten, um etwas erkennen zu können, doch springt plötzlich ein kleiner Junge hervor und zerstört dabei das Licht an der Kamera. Schließlich befindet sich auch das monströs-deformierte Mädchen in der Wohnung mit Ángela und Pablo. Dieser schaltet die Kamera in den Nachtsichtmodus, um unerkannt etwas sehen zu können. Während sie sich still in einer Ecke verstecken, ist die Deformierte in der Küche und durchwühlt Schränke und Regale ohne sich der Gegenwart der beiden bewusst zu sein. Als Pablo jedoch versucht zu fliehen und dabei versehentlich lärmt, wird er angegriffen und die Kamera fällt zu Boden. Die letzte Einstellung zeigt Ángela, die verängstigt auf dem Boden liegt und mit ihren Händen nach der Kamera sucht.
Dann ist zu sehen, wie Ángela nach hinten gezogen wird. Der Film endet.

## Hintergrund
Der Film wurde in Barcelona gedreht. Das Budget des Films wird auf 1,5 Millionen US-Dollar geschätzt. Die Produktion begann am 10. September 2006 und endete am 27. Mai 2007. Die Dreharbeiten erfolgten vom 23. Oktober 2006 bis zum 12. November 2006 in chronologischer Reihenfolge der Szenen. Der Film feierte seine Weltpremiere am 29. August 2007 bei den Internationalen Filmfestspielen von Venedig. Weltweit spielte der Film knapp 32,5 Millionen US-Dollar ein. Es folgten weitere Filmvorführungen bei diversen internationalen Filmfestivals, darunter bei den Fantasy Filmfest-Nächten in München am 29. März 2008. Der Kinostart in Spanien war am 23. November 2007, in Deutschland folgte er am 8. Mai 2008, in Österreich am 30. Mai 2008 und in der Schweiz am 9. Juli 2008. Am 22. Oktober 2009 wurde der Film von 3L in Deutschland auf DVD mit einer FSK-18-Freigabe veröffentlicht.
Bei dem Film handelt es sich um das Regie-Debüt von Jaume Balagueró und Paco Plaza. Manuela Velasco, die als TV-Reporterin im Film zu sehen ist, ist tatsächlich in Spanien als Fernsehreporterin tätig. Ihr Filmpartner Pablo Rosso, der im Film als Kameramann agiert, ist während des Films kein einziges Mal zu sehen, obwohl er zu hören ist und sein Schatten im Film gesehen werden kann. Der Film wurde im Handkamerastil, ähnlich dem Film Blair Witch Project oder Paranormal Activity, gedreht, bedient sich somit des Konzepts des so genannten Mockumentary, bei dem sich dem Rezipienten fiktionale Inhalte durch eine scheinbar dokumentarische Kamera erschließen. Die Kamera ist Teil der fiktionalen Realität. Weiterhin zeichnet sich der Film durch das Fehlen jeglicher Filmmusik aus, was seinen gewollt dokumentarischen Stil unterstreicht.
Für die Dreharbeiten des Films wurden keinerlei Filmsets errichtet. Vor dem Dreh der Szene, in der der Feuerwehrmann im Treppenhaus durch den Sturz tödlich verunglückt, wurden die beteiligten Schauspieler nicht darüber informiert, dass es zu besagtem Sturz kommen wird. Somit sind die eingefangenen Reaktionen der tatsächliche Schreck der Darsteller über den unerwarteten Aufprall. Ebenfalls wurde den Schauspielern nicht das vollständige Skript ausgehändigt, so dass sie sich stets erst kurz vor dem Dreh der nächsten Szenen darüber im Klaren waren, ob ihr Charakter überleben oder ebenfalls als Infizierter enden wird. Dadurch wurde bewusst die Nervosität und Hektik am Filmset gesteigert, um die Authentizität der Handlung zu bewahren. Die letzten Szenen des Films wurden tatsächlich in absoluter Dunkelheit unter Einsatz von Infrarotkameras gedreht, um die Reaktionen der Darsteller möglichst authentisch einfangen zu können.

### Neuverfilmung
2008 erschien unter dem Titel Quarantäne eine US-amerikanische Neuverfilmung, welche in Deutschland am 4. Dezember 2008 – nur sieben Monate nach Veröffentlichung von [●REC] – in die Kinos kam. Die Hauptrolle spielte Jennifer Carpenter. In den USA wurde [●REC] nicht in den Kinos veröffentlicht und erschien dort erst 2009 auf DVD.

## Trivia
- Pablo Rosso, Ángelas Kameramann bedient auch im zweiten Teil die Kamera als Mitglied einer Spezialeinheit.
- Es existiert ein weiteres Ende, über das die Protagonistin beim Dreh nicht informiert wurde. Als letzte Überlebende des Mietshauses soll sie das Gebäude verlassen, wird dabei aber von der infizierten alten Dame gebissen. Manuela Velasco zeigte sich sehr enttäuscht über diese Version, da es für sie ihre erste Hauptrolle gewesen ist und sie in einer Fortsetzung (welche später auch gedreht wurde) gerne mal mit einer Waffe schießen wollte.

## Fortsetzungen
2009 wurde eine Fortsetzung mit dem Titel REC 2 veröffentlicht. Die Regie führten erneut Jaume Balaguero und Paco Plaza. Die Fortsetzung ist im selben Stil wie das Erstlingswerk der beiden Regisseure gehalten. Die Erstaufführung der Fortsetzung fand auf den 66. Internationalen Filmfestspielen von Venedig statt. Der Film wurde allerdings in vielen europäischen Ländern direkt auf DVD und Blu-ray Disc veröffentlicht, in Deutschland geschah dies im August 2010.
2012 wurde der dritte Teil REC 3: Genesis auf den Fantasy Filmfest Nights in Deutschland erstmals aufgeführt. Er spielt zur gleichen Zeit wie die ersten beiden Filme, am anderen Ende der Stadt. Der letzte Teil der Reihe mit dem Titel REC 4: Apocalypse erschien 2014. Dazu veröffentlichte die Produktionsfirma ein Motion Poster, welches die Protagonistin Ángela Vidal zeigt.

## Rezeption
Jonas Reinartz von Filmstarts urteilt: „Die letzten zehn Minuten, in denen die Schlusswendung ihren Lauf nimmt, werden sicher nicht jedermann gefallen. […] Doch schließlich entfalten diese letzten, aufregend anderen Momente noch einmal eine unbändige, wohlig gruselnde Kraft. […] Fazit: Trotz der vielen Vorschusslorbeeren ist »[Rec]« nicht der ganz große Wurf. Die sitzenden Schockeffekte und die gelungene Schlusspointe können das uninspirierte Figurenarsenal nur bis zu einem gewissen Grad abfedern.“
Das Urteil der Redaktion von Cinema lautet: „[…] greift das spanische Regie-Gespann in ihrem ersten gemeinsamen Film zusätzlich auf altgediente Gruseleffekte zurück: Neben der sich langsam bis ins Unerträgliche steigernden Bedrohung sorgt das perfekte Zusammenspiel von unheilvoller Musik, Licht- und Schatteneffekten und mit Furcht erfüllter Mimik der Schauspieler für klaustrophobische Angstzustände. Und allein das albtraumhafte, in fast völliger Dunkelheit gedrehte Finale auf einem morschen Dachboden beweist, dass Blut wahrhaftig in den Adern gefrieren kann. Fazit: Der mit einfachsten Mitteln inszenierte Schocker für Gruselspezialisten überzeugt trotz einiger Längen.“
Der Schriftsteller Stephen King stellt den Film [●REC] und dessen Neuverfilmung Quarantäne im Vorwort zu seinem Sachbuch Danse Macabre in der Ausgabe von 2010 in eine Reihe mit den Filmen Cloverfield und Diary of the Dead als vom Blair Witch Project beeinflusste „Pseudo-Dokus“ und benennt sie als „ziemlich gut“, stellt ihnen jedoch den ebenfalls in der Auflistung genannten Film District 9 als „perfektioniertes Genie“ gegenüber.
Das Lexikon des internationalen Films schrieb: „Der effektvoll inszenierte Film bedient unterschiedliche Subgenres des Horrorfilms gleichberechtigt und mit rasanten Stimmungswechseln, wobei er zugleich schwarz-humorig Kritik am trivialen Fernseh-Infotainment übt.“

## Auszeichnungen
Der Film, seine Darsteller und die Filmcrew gewannen einige Filmpreise und wurden zu diversen Filmpreisen nominiert.
- Sitges Festival Internacional de Cinema de Catalunya 2007: Bester Film, Beste Regie, Beste Hauptdarstellerin
- Brussels International Fantastic Film Festival 2008: Publikumspreis
- Fantasporto 2008: Bester Film
- Fantastic'Arts Festival in Gérardmer 2008: Bester Film, Publikumspreis
- Amsterdam Fantastic Film Festival 2008: Silver Scream Award für Jaume Balagueró und Paco Plaza
- Goya: Bester Schnitt, beste neue Darstellerin